# Aermacchi Ala d'Oro
Le Ala d'Oro sono versioni di motociclette costruite per le competizioni tra il 1961 e il 1972 da Aermacchi

## Storia
Le origini dell'Ala d'Oro risalgono al 1958, quando esordì nel Campionato Italiano Velocità una 175 derivata dalla Ala Rossa stradale, potenziata da 11,8 a 15,5 CV. L'anno seguente vide un ulteriore incremento di potenza: con 20 CV e 160 km/h l'Ala d'Oro poteva rivaleggiare con la Morini Settebello nelle gare dell'Italiano Juniores e dell'Italiano della Montagna, più volte vinto con Angelo Tenconi.
Nel 1960 alla 175 si affiancò una 250, con la quale l'Aermacchi fece il suo debutto nel Motomondiale: ad Assen Alberto Pagani (figlio dell'ex campione del Mondo della 125 Nello) si piazzò nono, mentre sul veloce circuito di Spa, una settimana dopo, Pagani terminò quinto, un ottimo risultato per una monocilindrica aste e bilancieri come l'Aermacchi. Il buon risultato della 250 spinse la dirigenza della Casa varesina (da poco partecipata dall'Harley-Davidson) a costruire per la stagione 1961 un piccolo lotto di Ala d'Oro 250 (siglate DS) da vendere ai piloti privati.
Sebbene la potenza non fosse elevata (il tipo 1961 aveva 26 CV a 9000 giri/min) i punti di forza delle moto varesine erano la leggerezza (appena 102 kg di peso) e l'elevata coppia già ai bassi regimi, dovuta al motore a corsa lunga (66x72 mm, le stesse misure di alesaggio e corsa delle 250 stradali). Altre caratteristiche del modello erano: cambio a 4 rapporti, frizione multidisco in bagno d'olio, carburatore Dell'Orto da 30 mm.

## Evoluzione
Poche le modifiche per il modello 1962: camme più spinte che davano al motore 200 giri e 2 CV in più dell'anno precedente. Quest'ulteriore potenziamento fu però causa di problemi di affidabilità, come aste della distribuzione spezzate e pistoni grippati. Per questo motivo il modello ‘63 fu rivisto dal punto di vista meccanico (nuovi il pistone, ora forgiato, e l'albero a camme), introducendo anche un cambio a 5 rapporti.

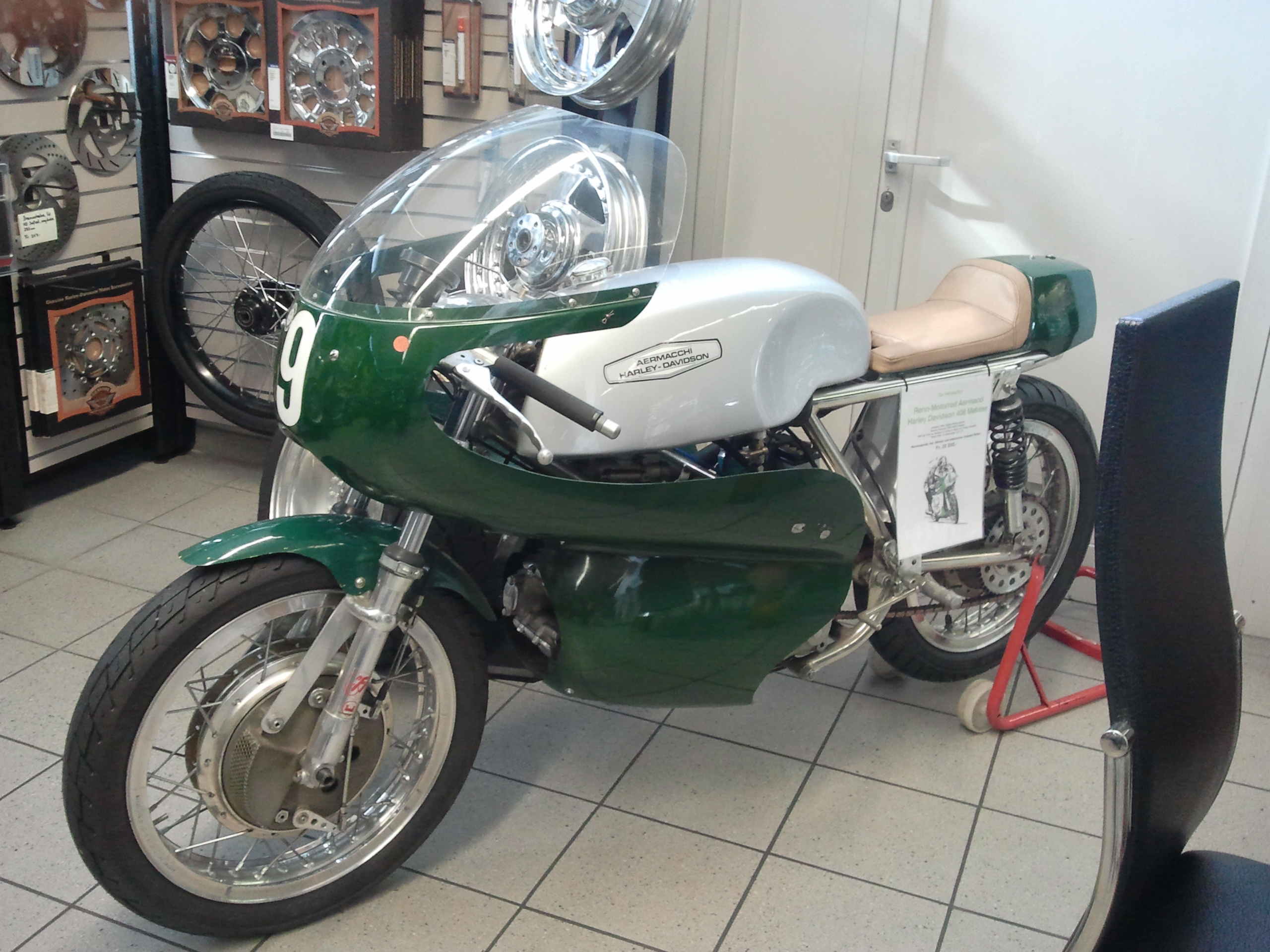
Una "Ala d'Oro 408 GP" con telaio Rickman-Metisse e freno anteriore Fontana a 4 ganasce flottanti

Il 1964 vide l'introduzione del nuovo modello DS-S, spinto da un nuovo motore a corsa corta (72x61 mm), con 32 CV a 9400 giri/min e la possibilità di raggiungere i 10.000 giri/min. Nel frattempo, i piloti ufficiali Aermacchi (oltre a Pagani, Gilberto Milani) avevano fatto debuttare nelle corse già dal 1961 una 350, che fu disponibile per i privati dal 1964: aveva motore a corsa lunga (74x80 mm) e cambio a 5 rapporti (i primi esemplari, però, avevano ancora 4 marce).
Nel 1966 le Ala d'Oro vennero aggiornate con frizione a secco, rapporti del cambio allungati, un nuovo pistone e carburatori maggiorati (da 35 mm per la 250 e da 38 per la 350), divenendo più affidabili.
Per la stagione 1968 l'Aermacchi preparò per i suoi piloti ufficiali una 350 con motore a corsa corta (77x75 mm) da 42 CV a 8400 giri/min e oltre 210 km/h di velocità massima, con cui l'australiano Kel Carruthers terminò al terzo posto il Mondiale.
Il 1969 vide le Ala d'Oro ufficiali cogliere diversi podi tra 350 e 500 (nella classe regina la Casa varesina correva con una 350 maggiorata a 408 cm³): Carruthers 2º in Spagna, Steenson 2º al TT, Milani 2º a Imola e ad Abbazia. A questi podi fecero seguito, nel 1970, quelli di Barnett al TT, Bergamonti in Jugoslavia e Paesi Bassi, e di Mandolini in Spagna.
Tutti questi sforzi si rivelarono però vani in seguito all'avanzata dei motori a due tempi. Per rispondere alla sfida lanciata dalle Yamaha TD e TR, l'Aermacchi farà esordire, nel 1971, una bicilindrica derivata dall'esperienza dell'Aletta 125, nata nel 1967.